# Дженсен, Эшли
Э́шли Сама́нта Дже́нсен (англ. Ashley Samantha Jensen; род. 11 августа 1969, Аннан, Дамфрис-энд-Галловей, Шотландия, Великобритания) — шотландская актриса, кинопродюсер и арт-директор. Лауреат премий «British Comedy Awards» (2 в 2005), Rose d'Or Light Entertainment Festival (2006) и Monte-Carlo Television Festival (2006) за роль Мэгги Джейкобс из телесериала «Массовка» (2005—2007).

## Личная жизнь
В 1999 году Эшли познакомилась режиссёром и сценаристом Теренсом Бисли, за которого вышла замуж 29 января 2007 года. У супругов родился сын — Фрэнсис Джонатан Бисли (род. 20.09.2009). 30 ноября 2017 года 60-летний Бисли покончил с собой.